# Mangomaloba angustipennis
Mangomaloba angustipennis är en insektsart som beskrevs av Lucien Chopard 1958. Mangomaloba angustipennis ingår i släktet Mangomaloba och familjen vårtbitare. Inga underarter finns listade i Catalogue of Life.